# Véronique Wiesinger
Véronique Wiesinger, née en 1959 à Paris, est une conservatrice en chef française du patrimoine, commissaire de nombreuses expositions d’art, auteure d'ouvrages, et également directrice de plusieurs institutions.

## Biographie
Elle effectue des études d'architecture et d'histoire de l'art à l'École spéciale d'architecture, à l’École du Louvre et à l'Université de Paris IV-Sorbonne (DEA d’histoire de l’art), puis passe en 1984 le concours de Conservateur des musées de France, et devient conservatrice au ministère de la Culture.
Elle exerce au Musée national d’art moderne  du Centre Georges Pompidou, à Paris de 1986 à 1988, puis est chargée des collections du musée national de la coopération franco-américaine de Blérancourt, dans l’Aisne, ainsi que de la coordination des travaux de rénovation et d’extension de ce musée. De 1993 à 1995, elle est directrice du musée national de la Légion d'honneur et des ordres de chevalerie, à Paris, chargée de planifier l’extension et la rénovation du musée. À partir de 1995, elle intervient à Strasbourg sur le projet de musée d'art moderne et contemporain.
En janvier 2004, elle devient directrice de la Fondation Giacometti à la création de cette fondation, en détachement du ministère. Elle intervient, notamment, contre la contrefaçon des oeuvres de l'artiste,,. Elle reste directrice jusqu’en janvier 2014 où elle est remplacée dans cette fonction par Catherine Grenier, à l'échéance de son mandat et à un moment où la relation avec la présidence de cette fondation s'était dégradée,,. Elle a été le commissaire de plusieurs expositions d’art du XIXe siècle à nos jours, dont les deux rétrospectives consacrées à Alberto Giacometti au Centre Georges Pompidou et à la Bibliothèque nationale de France en 2007. Elle est par ailleurs l’auteure de plusieurs ouvrages et essais critiques.

## Expositions
- 2010 :
  - Giacometti in Switzerland, Gagosian Gallery, Paris, France (commissaire)
  - Alberto Giacometti : Die Frau auf dem Wagen. Triumph und Tod, Wilhelm Lehmbruck Museum, Duisburg Allemagne (cocommissaire avec Gottlieb Leinz)
  - Daniel Buren & Alberto Giacometti. Œuvres contemporaines 1964-1966, galerie Kamel Mennour, Paris, France et Emirates Hotel, Abu Dhabi, Émirats arabes unis (cocommissaire avec Daniel Buren)
- 2009 :
  - En perspective, Alberto Giacometti, musée des Beaux-Arts de Caen, France (cocommissaire avec Patrick Ramade)
  - Alberto Giacometti, Konsthal, Rotterdam, Pays-Bas (cocommissaire avec Charlotte Van Lingen)
  - Alberto Giacometti, Francis Bacon. Isabel and Other Intimate Strangers, Gagosian Gallery, New York, États-Unis (cocommissaire avec Martin Harrison)
- 2008 :
  - Giacometti, Leiris et Iliazd. Portraits gravés, musée des Beaux-Arts de Caen, France (commissaire)
- 2007 :
  - Alberto Giacometti, L’Œuvre gravé, Bibliothèque Nationale de France, Paris, France (cocommissaire avec Céline Chicha)
  - L’atelier d’Alberto Giacometti. Œuvres de la Fondation Alberto et Annette Giacometti, Centre Georges Pompidou, Paris, France (commissaire et coscénographe)
- 2006 :
  - Alberto Giacometti-Bjor Hjorth, Liljevalchs Konsthall, Stockholm, Suède (cocommissaire)
  - Alberto Giacometti, The Museum of Modern Art, Kamakura et Hayama, The Hyogo Prefectural Museum of Art, Kobe et The Kawamura Memorial Museum of Art, Sakura, Japon, (cocommissaire)
- 2005 :
  - Alberto Giacometti au donjon de Vez. Œuvres de la fondation Alberto et Annette Giacometti, Vez, Oise, France (cocommissaire)
- 2001 :
  - Denise René l’intrépide. Une galerie dans l’aventure de l’art abstrait (1944-1978), Musée national d’art moderne, Centre Georges Pompidou, Paris, France (coauteur du catalogue)
- 1999 :
  - Autour de Jean Leppien. Abstractions en France et en Italie, 1945-1975, Ancienne Douane, Strasbourg, France (commissaire et scénographe)
- 1998-1999 :
  - Ettore Spalletti. Salle des fêtes, exposition d'ouverture du Musée d'Art Moderne et Contemporain de Strasbourg, France (commissaire)
  - Antoine Cicero/Ayala Sperling Serfaty. Un dialogue, Musée d'Art Moderne et Contemporain de Strasbourg, France (commissaire)
- 1997-1998 :
  - Javier Pérez. Estancias, Ancienne Douane, Strasbourg, France (commissaire)
- 1997 :
  - Les Collections du musée d'art moderne et contemporain de Strasbourg, Tokyo, Himeji, Wakayama, et Yamanashi Japon (commissaire)
- 1996-1997 :
  - Mimmo Paladino, Palais Rohan, Strasbourg, France (commissaire)

## Enseignement
Professeur à l’École du Louvre (Fondation Rachel Boyer), chargée du cours: « Architecture et sculpture XVIIe – XXe siècle »
de 1988 à 1990.

## Principales publications: livres, catalogues d'exposition
- Les Américains et la Révolution française, éditions de la RMN, Paris, 1989
- Le Pavillon Florence Gould au Musée national de la coopération franco-américaine, Petit-Journal des Grandes Expositions, RMN, 1989
- Le voyage de Paris : les Américains dans les écoles d’art, 1868-1918, éditions de la RMN, Paris, 1990
- Dessins américains des collections nationales, 1760-1945, éditions de la RMN, Paris, 1991
- Sur le sentier de la découverte : rencontres franco-indiennes du XVIe au XXe siècle, éditions de la RMN, Paris, 1992
- Sur le sentier de la découverte. Dossier jeunesse no 1, éditions de la DMF (Département des publics), Paris, 1992
- Les Américains et la Légion d’honneur, éditions de la RMN, Paris, 1993
- 1853-1947. Les Américains et la Légion d’honneur. Dossier jeunesse no 2, éditions de la DMF (Département des publics), Paris, 1993
- L'ordre du Saint-Esprit : autour de la restauration d'un grand manteau, Journal de l'exposition, Musée de la Légion d'honneur, 1994
- Guide des chefs-d'œuvre du Musée national de la Légion d'honneur et des ordres de chevalerie, éditions Carte Segrete, Rome, 1994
- Mimmo Paladino, RMN, Paris, 1996
- Javier Pérez. Estancias, Strasbourg, 1997 (livre-objet)
- Le musée d'art moderne et contemporain de Strasbourg, éditions Scala, Paris, 1998
- Ettore Spalletti. Salle des fêtes, AMBooks, Milan, 1998 (livre-objet)
- Antoine Cicero / Ayala Sperling Serfaty. Un dialogue, Strasbourg, 1998 (livre-objet)
- Autour de Jean Leppien : abstractions en France et en Italie, 1945-1975, RMN, Paris, 1999.
- Denise René l’intrépide : une galerie dans l’aventure de l’art abstrait (1944-1978), Centre Georges Pompidou, Paris, 2001 (avec Jean-Paul Ameline)
- Alberto Giacometti au donjon de Vez. Œuvres de la fondation Alberto et Annette Giacometti, Donjon de Vez (Oise), 2005
- Alberto Giacometti et Isaku Yanaihara, The Museum of Modern Art of Kamakura & Hayama, Japon, The Hyogo Prefectural museum, Kobe et The Kawamura Memorial Museum, Sakura (Chiba), 2006 (avec Toshio Yamanashi)
- Alberto Giacometti – Bjor Hjörth, Liljevlachs Konsthall, 2006 (avec Bo Nilsson)
- L’atelier d’Alberto Giacometti. Œuvres de la Fondation Alberto et Annette Giacometti, Centre Georges Pompidou, 2007
- The Studio of Alberto Giacometti. Works from the Alberto et Annette Giacometti Foundation, Centre Georges Pompidou, 2007
- L’atelier d’Alberto Giacometti. L’Album, Centre Georges Pompidou, 2007
- Giacometti. La Figure au défi, Gallimard, Paris, coll. « Découvertes Gallimard/Arts » (no 513), 2007
- Alberto Giacometti. Isabel Nicholas, correspondances, Fage éditions, Lyon, 2007
- René Crevel. Alberto Giacometti. Mais si la mort n’était qu’un mot, L’Echoppe, Paris, 2007
- Alberto Giacometti. Ecrits. Articles, notes et entretiens, Hermann, Paris, 2008
- En perspective, Alberto Giacometti, Fage éditions, Lyon, 2008 (avec Patrick Ramade)
- Giacometti, Leiris et Iliazd. Portraits gravés, Fage éditions, Lyon, 2008
- Alberto Giacometti, D’jonge Honde, Zwolle (Pays-Bas), 2008 (avec Charlotte van Lingen)
- Alberto Giacometti, Francis Bacon. Isabel and Other Intimate Strangers, Gagosian Gallery, New York, 2008
- Alberto Giacometti : Die Frau auf dem Wagen. Triumph und Tod, Hirmer Verlag, 2010 (avec Gottlieb Leinz)
- Daniel Buren & Alberto Giacometti. Œuvres contemporaines 1964-1966, galerie Kamel Mennour, Paris et Emirates Hotel, Abu Dhabi, 2010
- Giacometti in Switzerland, Gagosian Gallery, 2010